# Stanisław Zaczyk

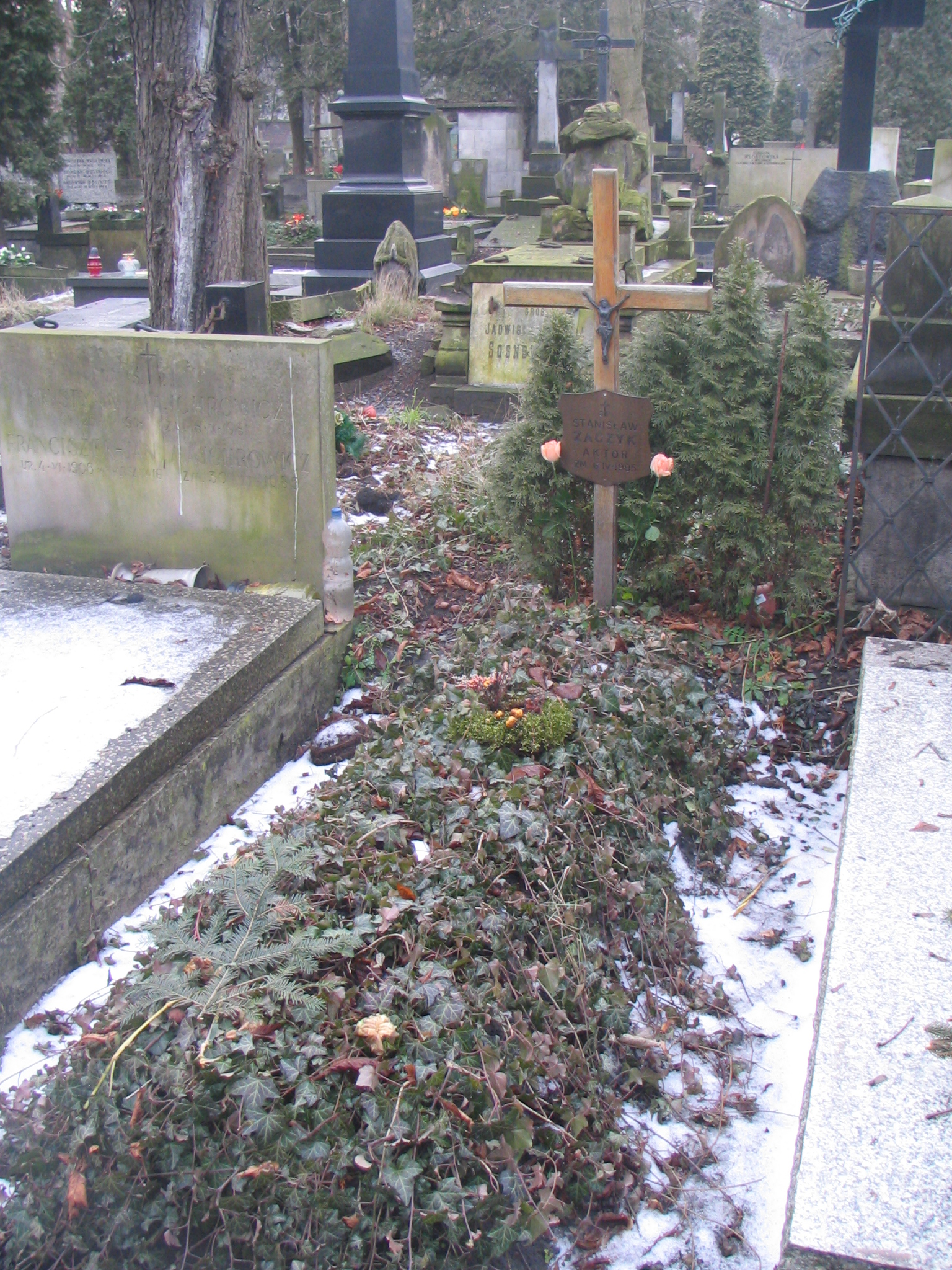
Mormântul lui Stanisław Zaczyk în Cimitirul Stare Powązki din Varșovia

Stanislaw Zaczyk (n. 25 septembrie 1923, Nowy Sącz, voievodatul Polonia Mică, Polonia – d. 6 aprilie 1985, Varșovia, Polonia) a fost un actor polonez de teatru și film.

## Biografie
Zaczyk s-a născut pe 25 septembrie 1923 în orașul Nowy Sącz din voievodatul Polonia Mică. În timpul ocupației naziste a Poloniei a urmat în secret cursuri de actorie. A fost fratele mai mare al cântăreței Zdzisława Zaczyka. În anii 1945-1946 a fost student la Studioul Teatral de pe lângă Teatrul Vechi din Cracovia și a debutat ca actor în 1945 în rolul pajului din spectacolul Cidul de Pierre Corneille și tot atunci a obținut un rol minor în filmul 2+2=4, regizat de Antoni Bohdziewicz.
În sezonul 1946-1947 a fost actor la Teatrul de Cameră TUR din Cracovia, apoi în sezonul 1947-1948 a jucat la Teatrul Municipal din Jelenia Góra, interpretând, printre altele, rolurile Tomasz în Romanța de Edward Sheldon, Ludmir în Pan Jowialski de Aleksander Fredro și O'Mall în Potopul de Henning Berger. În perioada 1948-1950 a fost actor la Teatrele Dramatice din Wrocław, jucând, printre altele, rolurile titulare din piesele Sułkowski a lui Żeromski și Mazepa a lui Słowacki și rolul Wacław Milczek în Răzbunarea a lui Aleksander Fredro.
S-a întors apoi în 1950 la Cracovia, unde a devenit actor la Teatrele Dramatice Municipale (1950-1954) și la Teatrul Juliusz Słowacki (1954-1960), unde a interpretat roluri precum Poetul în Nunta de Stanisław Wyspiański (1956), Konrad în Eliberare de Wyspiański (1957), Țarul în Kordianie de Juliusz Słowacki (1957), Szczęsna în Horsztyński de Słowacki (1959) și Raskolnikov în Crimă și pedeapsă după Dostoievski.
Începând din 1960 a jucat pe scenele mai multor teatre din Varșovia: Teatrul Național (1960–1963 și 1965–1968), Teatrul Polonez (1963–1965, 1972-1974, 1981-1985), Teatrul Ateneum (1969–1972) și Teatrul Universal (1974–1981). Cele mai importante roluri interpretate în perioada stagiului actoricesc la teatrele varșoviene sunt regele Zygmunt August în Barbara Radziwiłłówna de Alojzy Feliński, Cezar în Cleopatra de Cyprian Norwid, Gerstein în Vicarul de Rolf Hochhuth, Țiganov în Barbarii de Maxim Gorki, Ivan în Frații Karamazov după Feodor Dostoievski (1963), senatorul în Străbunii de Adam Mickiewicz (1964), Jürgen Stroop în Rozmowy z katem după Kazimierz Moczarski (1978) și primarul în Un dușman al poporului de Henrik Ibsen (1979). A interpretat roluri în numeroase spectacole reprezentate în cadrul Teatrului Radiofonic (din 1951) și al Teatrului de Televiziune (din 1961).
A apărut, de asemenea, în numeroase filme, printre care Ostatni etap (1948, r. W. Jakubowska), Rok pierwszy (1960, r. W. Lesiewicz), Mansarda (1963, r. K. Nałęcki), Cenușa (1965, r. A. Wajda), Hotel „Pacific” (1975, r. J. Majewski), Romans Teresy Hennert (1978, r. I. Gogolewski) și Paciorki jednego różańca (1980, r. K. Kutz). A fost un actor foarte popular, câștigând simpatia a milioane de telespectatori prin aspectul său fizic.
Stanisław Zaczyk a suferit un atac de cord la începutul anilor 1980 și nu și-a mai recăpătat niciodată forța interpretativă. A murit pe 6 aprilie 1985 la Varșovia, la vârsta de 61 de ani, și a fost înmormântat în Cimitirul Stare Powązki din Varșovia.

## Filmografie (selecție)
- 2+2=4 (1945) - rol de debut
- Ostatni etap (1948) – Tadek
- Urmărirea (1954) – Stefan
- Rok pierwszy (1960) – sergentul Łukasz Otryna
- Przeciwko bogom (1961) – cpt. Karol Doroń
- Mansarda (1963) – Antoni Sygietyński
- Nieznany (1964) – lt. Nagraba
- Walkower (1965) – falsul preot
- Cenușa (1965) – prințul Józef Poniatowski
- Przygoda pana Kraksa (spectacol TV, 1965) – Alfredo Traps
- Stawka większa niż życie (serial TV, 1967) – major Broch (ep. 14. Edyta și ep. 15. Oblężenie)
- Czekam w Monte-Carlo (1969) – Piotr Zawadzki
- Patrząc pod słońce (1971) – medic, prietenul unei fete
- Lacul ciudățeniilor (1973) – Wiktor Soroka, tatăl lui Michał
- Polizeiruf 110: Im Alter von ... (serial polițist german, 1974) – mr. Wegener
- Dr. Judym (1975) – dr. Czernisz, gazda întâlnirii de la Varșovia
- Hotel „Pacific” (1975) – căpitanul Zarębski
- Polskie drogi (serial TV, 1976–1977) – mr. Heynckess, șeful Abwehr (ep. 2. Obywatele GG, ep. 4. Na tropie, ep. 5. Lekcja geografii, ep. 7 Lekcja poloneza și ep. 8. Bez przydziału)
- Cazul Gorgonova (1977) – Łaniewski, procurorul procesului de la Liov
- Romans Teresy Hennert (1978) – Hennert, soțul Terezei, director în Ministerul Reformelor Agrare
- Tajemnica Enigmy (serial TV, 1979) – col. Stewart Menzies, directorul Centrului Bletchley
- Doktor Murek (serial TV, 1979) – directorul Seweryn Czaban, tatăl lui Tunki
- Paciorki jednego różańca (1980) – Malczewski, directorul minei
- Dom (serial TV) (1980) – dr. Leopold Lawina, tatăl Basiei
- Pagini de manuscris (1981) – Bernard

## Roluri teatrale (selecție)
- Pajul în Cidul de Pierre Corneille (1945)
- Poetul în Nunta de Stanisław Wyspiański la Teatrul Juliusz Słowacki din Cracovia (1956)
- Konrad în Eliberare de Stanisław Wyspiański la Teatrul Juliusz Słowacki din Cracovia (1957)
- Țarul în Kordianie de Juliusz Słowacki la Teatrul Juliusz Słowacki din Cracovia (1957)
- Szczęsny în Horsztyński de Juliusz Słowacki la Teatrul Juliusz Słowacki din Cracovia (1959)
- Ivan în Frații Karamazov după Feodor Dostoievski (1963)
- Senatorul în Străbunii de Adam Mickiewicz (1964)
- Stroop în Rozmowy z katem după Kazimierz Moczarski (1978)
- Primarul în Un dușman al poporului de Henrik Ibsen (1979)

## Premii și distincții

### Decorații
- Crucea de Merit de aur (1956)
- Crucea de Cavaler a Ordinului Polonia Restituta (1969)[4][5]
- Crucea de Comandor a Ordinului Polonia Restituta (1979)
- Medalia „A 10-a aniversare a Poloniei Populare” (1955)
- Insigna de onoare „Activist cultural merituos” (1968)

### Premii
- Premiul Festivalului de Teatru „Wyspiański” pentru rolul Konrad în piesa Eliberare de la Teatrul Juliusz Słowacki din Cracovia (1958)[8]
- Premiul președintelui Comitetului Radioteleviziunii Poloneze pentru rolul regelui Daszianta în piesa radiofonică Siakuntala de Kalidasa (1967)[4][8]
- Premiul ed. I a festivalului Opolskich Konfrontacjach Teatralnych de la Opole pentru rolul Delacroix în piesa Sprawa Dantona de Stanisława Przybyszewska, pusă în scenă de Andrzej Wajda la Teatrul Universal din Varșovia (1975)[8]
- Premiul președintelui Comitetului Radioteleviziunii Poloneze cl. I pentru activitatea sa în domeniul teatrului radiofonic (1978)[4][5][8]
- Premiul ediției a XVIII-a a festivalului Kaliskie Spotkania Teatralne de la Kalisz pentru rolul Stroop în spectacolul Rozmowy z katem după Kazimierz Moczarski la Teatrul Universal din Varșovia (1978)[8]
- Premiul ediției a XIX-lea a Festivalului artelor contemporane poloneze de la Wrocław pentru rolul Stroop în spectacolul Rozmowy z katem după Kazimierz Moczarski la Teatrul Universal din Varșovia (1978)[8]